# Mourgoula

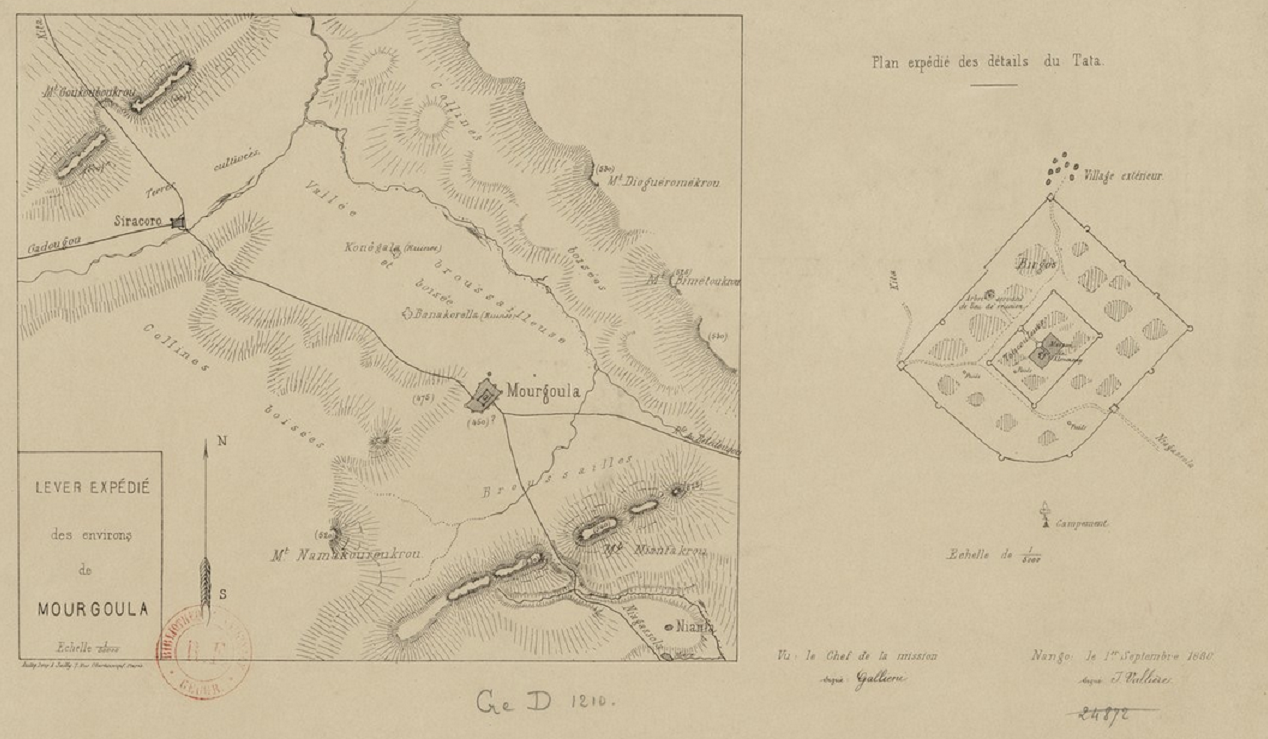
Fortalesa de Mourgoula

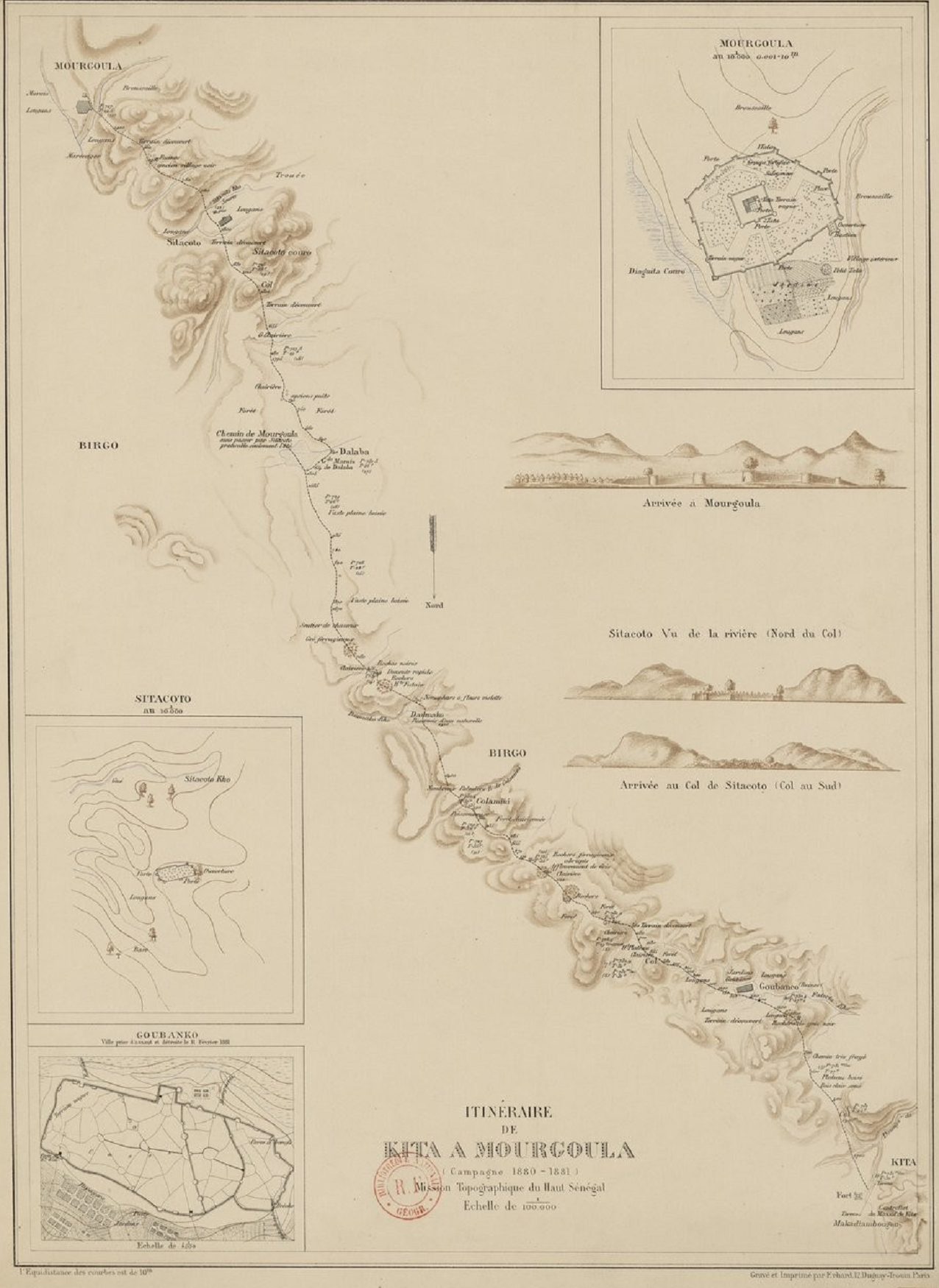
Camí de Kita (nord, però a la part inferior del mapa) a Mourgoula (sud, però a la part superior del mapa); escala 1:100 000

Mourgoula fou una població situada al modern Mali, prop de la frontera amb Guinea (en el punt de Guinea més al nord del país).
Fou fundada per Alfa Usman, un dels lloctinents d'al-Hadjdj Umar, el 1858, mentre el seu cap era al Futa Toro. Fou una fortalesa tuculor que controlava tota la zona (les valls del Bakhoy fins al Baoulé) i podia rebre ajut de més al nord, de Nioro.
En la segona campanya de Borgnis-Desbordes els francesos van estar a la fortalesa el febrer de 1882 quan marxaven al sud per ajudar a la ciutat de Kéniera contra Samori Turé; Mourgoula estava al sud del Birgo i el tinent coronel va enviar al capità natiu Mamadou Racine a negociar amb els tuculors de la fortalesa el lliure pas dels francesos. Mercès als bons oficis de Racine l'almamy va concedir pas franc i encara va facilitar queviures als expedicionaris que després van passar a Niagassola i Niafadié, arribant al riu Níger a Falama el dia 25 de febrer.
Des de l'agost de 1882 Samori des de Kangaba, va amenaçar la població de Niagassola i va entrar en contracta amb l'almamy de Mourgoula. En la seva tercera campanya, Borgnis-Desbordes va arribar a Kita on el tinent coronel va saber que el cap tuculor de Mourgoula (situada a 63 km al sud-est de Kita), l'almamy Abdallah, havia fet incursions per apoderar-se de ramats i saquejant caravanes. A més s'havia aliat a Samori i es sospitava que planejava atacar Kita. Mourgoula tenia una tata defensiva en mal estat i només 200 defensors però Abdallah estava disposat a defensar la regió en nom del sobirà de Ségou Ahmadou Tall. Borgnis-Desbordes va marxar sobre Mourgoula on va arribar el 22 de desembre i va demanar a l'almamy de rendir-se i marxar de la ciutat; l'almamy no podia enfrontar als francesos i va haver de rendir-se i marxar, acompanyat de 35 homes, 53 esposes i concubines i nombrosos infants; també va marxar amb ell el seu principal conseller Souleymane, amb 20 homes, 35 dones i alguns infants; tots van quedar sota vigilància de Mamadou Racine. L'expedició va sortir de Mourgoula el 23 de desembre de 1882; van arribar a Kita el dia 26 i Racine va seguir sent el seu escorta fins al límit del domini francès en direcció a Nioro, jurant Abdallah, Souleymane i els homes que els acompanyaven que es dirigirien a territori de Mountaga Tall, cap de Nioro, germà d'Ahmadou Tall de Ségou.
La ciutat amb la tata fou demolida el 31 de gener de 1883 sota la direcció del capità Monségur. Tot el país de Birgo va quedar sota protectorat francès.